# International Lawn Tennis Challenge de 1920
O International Lawn Tennis Challenge de 1920 foi a 15ª edição do que atualmente é conhecida como Copa Davis. Os Estados Unidos sagraram-se campões.
Seis nações competiram pelo direito de desafiar a Australásia, a última campeã. Os Países Baixos participaram da competição pela primeira vez. A final, em homenagem a Anthony Wilding, foi disputada no Domain Cricket Club, em Auckland, na Nova Zelândia, entre 30 de janeiro de 1920 e 1º de janeiro de 1921.

## Grupo Mundial
|  | Primeira Fase junho-julho | Primeira Fase junho-julho | Primeira Fase junho-julho |                |                | Semifinais 16-19 de julho | Semifinais 16-19 de julho | Semifinais 16-19 de julho |  |  | Final | Final | Final |  |
|  |                           |                           |                           |                |                |                           |                           |                           |  |  |       |       |       |  |
|  | Canadá                    |                           |                           |                |                |                           |                           |                           |  |  |       |       |       |  |
|  |                           |                           |                           |                |                |                           |                           |                           |  |  |       |       |       |  |
|  | bye                       |                           |                           |                |                |                           |                           |                           |  |  |       |       |       |  |
|  |                           | Canadá                    |                           |                |                |                           |                           |                           |  |  |       |       |       |  |
|  |                           |                           |                           |                |                |                           |                           |                           |  |  |       |       |       |  |
|  |                           |                           | Países Baixos             | Países Baixos  | w/o            |                           |                           |                           |  |  |       |       |       |  |
|  | África do Sul             | África do Sul             | Países Baixos             | Países Baixos  | w/o            | 2                         |                           |                           |  |  |       |       |       |  |
|  | África do Sul             | África do Sul             |                           |                |                |                           |                           |                           |  |  |       |       |       |  |
|  | Países Baixos             | Países Baixos             | 3                         |                |                |                           |                           |                           |  |  |       |       |       |  |
|  | Países Baixos             | Países Baixos             | 3                         | Países Baixos  |                |                           |                           |                           |  |  |       |       |       |  |
|  |                           |                           |                           |                |                |                           |                           |                           |  |  |       |       |       |  |
|  |                           |                           | Estados Unidos            | Estados Unidos | w/o            |                           |                           |                           |  |  |       |       |       |  |
|  | França                    | França                    | Estados Unidos            | Estados Unidos | w/o            | 0                         |                           |                           |  |  |       |       |       |  |
|  | França                    | França                    |                           |                |                |                           |                           |                           |  |  |       |       |       |  |
|  | Estados Unidos            | Estados Unidos            | 3                         |                |                |                           |                           |                           |  |  |       |       |       |  |
|  | Estados Unidos            | Estados Unidos            | 3                         |                | Estados Unidos | Estados Unidos            | 5                         |                           |  |  |       |       |       |  |
|  |                           |                           |                           |                | Estados Unidos | Estados Unidos            | 5                         |                           |  |  |       |       |       |  |
|  |                           |                           | Grã-Bretanha              | Grã-Bretanha   | 0              |                           |                           |                           |  |  |       |       |       |  |
|  | bye                       |                           | Grã-Bretanha              | Grã-Bretanha   | 0              |                           |                           |                           |  |  |       |       |       |  |
|  |                           |                           |                           |                |                |                           |                           |                           |  |  |       |       |       |  |
|  | Grã-Bretanha              |                           |                           |                |                |                           |                           |                           |  |  |       |       |       |  |

### Final do Grupo Mundial
Chamada de Final no original, define a equipe desafiante para a grande final. Os Estados Unidos venceu os Países Baixos por w/o.

## Final
Chamada de Challenge Round no original, define a equipe campeã. Duelo entre a campeã da edição anterior e a vencedora do Grupo Mundial.
| Austrália 0 | Domain Cricket Club, Auckland, Nova Zelândia 30 de dezembro de 1920 - 1 de janeiro de 1921 grama | Domain Cricket Club, Auckland, Nova Zelândia 30 de dezembro de 1920 - 1 de janeiro de 1921 grama | Estados Unidos 5 |     |     |     |   |  |
| \| \| \| \| 1 \| 2 \| 3 \| 4 \| 5 \| \| \| - \| \| ------------------------------------------------------------- \| ---- \| --- \| --- \| --- \| - \| \| \| 1 \| \| Norman Brookes Bill Tilden \| 8 10 \| 4 6 \| 6 1 \| 4 6 \| \| \| \| 2 \| \| Gerald Patterson Bill Johnston \| 3 6 \| 1 6 \| 1 6 \| \| \| \| \| 3 \| \| Norman Brookes / Gerald Patterson Bill Johnston / Bill Tilden \| 6 4 \| 4 6 \| 0 6 \| 4 6 \| \| \| \| 4 \| \| Gerald Patterson Bill Tilden \| 7 5 \| 2 6 \| 3 6 \| 3 6 \| \| \| \| 5 \| \| Norman Brookes Bill Johnston \| 7 5 \| 5 7 \| 3 6 \| 3 6 \| \| \| |                                                                                                  |                                                                                                  |                  |     |     |     |   |  |
| |                                                                                                  |                                                                                                  | 1                | 2   | 3   | 4   | 5 |  |
| 1 | Austrália · Estados Unidos                                                                       | Norman Brookes Bill Tilden                                                                       | 8 10             | 4 6 | 6 1 | 4 6 |   |  |
| 2 | Austrália · Estados Unidos                                                                       | Gerald Patterson Bill Johnston                                                                   | 3 6              | 1 6 | 1 6 |     |   |  |
| 3 | Austrália · Estados Unidos                                                                       | Norman Brookes / Gerald Patterson Bill Johnston / Bill Tilden                                    | 6 4              | 4 6 | 0 6 | 4 6 |   |  |
| 4 | Austrália · Estados Unidos                                                                       | Gerald Patterson Bill Tilden                                                                     | 7 5              | 2 6 | 3 6 | 3 6 |   |  |
| 5 | Austrália · Estados Unidos                                                                       | Norman Brookes Bill Johnston                                                                     | 7 5              | 5 7 | 3 6 | 3 6 |   |  |